# Puerto Limón (Ecuador)
Puerto Limon es una parroquia rural de la provincia de Santo Domingo de los Tsáchilas ubicado al centro este de Ecuador, tiene aproximadamente 11.630 habitantes. Se encuentra a una altitud de 244 m s. n. m. y la temperatura promedio es de 23 a 16 °C.

## Toponimia
Los  primeros habitantes de este sector, lo llamaron Puerto Limón, debido a que en esa época, a la pequeña población llegaban compradores de madera, especialmente de boya (un árbol nativo de madera muy liviana), la misma que se transportaba por la corriente del Río Peripa. La boya era recopilada a orillas del río, en  un  pequeño puerto, junto a este lugar se encontraba un árbol de limón, único en los alrededores del caudaloso río, con estos antecedentes los primeros colonos optaron por nombrar a la parroquia con este nombre.

## Historia
Los primeros habitantes llegaron de una migración interna que sacudía al país producto de una sequía en el año 1960 aproximadamente, llegaron desde la  provincia de  Manabí, Pichincha, y Cotopaxi. El fácil acceso al uso  de la tierra y su fecundidad son las razones por las que la aldea atrajo habitantes. Toda la zona aledaña a Puerto Limón, ha sido históricamente tierras comunales de la Nacionalidad Tsáchilas, quienes han tenido que aprender a convivir con la ocupación colona.

## Recintos
| - San Miguel de los Colorados - La Providencia - Tahuaza - El Progreso - San Isidro de Peripa - Simón Bolívar - La Unión - La Independencia | - Comuna Vicente Rocafuerte - La Y del Paraíso - Paraíso del Pupusá - La Congomita - Santa Cecilia - El Rosario - San Francisco del Peripa | - Palo Blanco - San Remo - La Polvareda - San Luis - Nuevo San Francisco - Libertad del Cóngoma |